# Marcello Polastri
Marcello Polastri (Cagliari, 4 agosto 1978) è uno speleologo, saggista e giornalista italiano.

## Biografia
Affronta le prime esperienze speleologiche a 14 anni, avendo occasione di esplorare e descrivere gli ipogei di Cagliari, in particolare rinvenendo alcuni reperti archeologici nella Necropoli di Tuvixeddu.. Da allora si dedica alla produzione di video e libri sul patrimonio speleo-archeologico sardo, fondando anche gruppi esplorativi e ideando la manifestazione “Alla scoperta dei Monumenti sotterranei” nella quale si offrono visite guidate gratuite a monumenti sotterranei d’Italia.
Nel 2001 pubblica il libro Cagliari: la città sotterranea: grotte, cisterne, necropoli e cavità segrete, citato da altri studiosi come Donatella Salvi e Massimo Rassu.
Nel 2004 entra a far parte dell'Ordine dei giornalisti; durante la sua carriera avrà modo di collaborare con L'Unione Sarda e varie emittenti locali, tra cui Sardegna Uno, Videolina e TCS, oltre che a progetti per la Rai e la BBC.
Nel 2005 pubblica Nero profondo, un'inchiesta fotografica sui riti satanici in Italia, introdotto dall'esorcista Monsignor Ottavio Utzeri mentre, un anno dopo, ispirato dalla scoperta di una cavità sotterranea con ossa umane giganti, scrive Il tempo dei giganti (pubblicato nel 2007), introdotto dallo scrittore e senatore Saverio D'Amelio, in cui raccoglie le trascrizioni di 60 video-interviste a testimoni che asseriscono di aver ritrovato ossa umane abnormi nel mondo. Il libro ha ispirato il registra britannico Bruce Burgess per una puntata della serie televisiva Forbidden History. Nel frattempo si occupa di archeologia "misteriosa" per la televisione russa Ren Tv.
Nel 2007 ha vinto il premio letterario nazionale L'Intruso con il libro Cagliari, la città di sotto.
Nel 2012 produce la webserie documentaristica Scoprire, dedicata a diverse esplorazioni nel sottosuolo d'Italia.
Nel 2017 ha pubblicato il romanzo storico e autobiografico Alla scoperta dell'eremo perduto, in cui ripercorre un'esplorazione avventurosa in compagnia di Daniele Bossari.

## Libri
- Tuvixeddu vive, necropoli fenicio-punica di Cagliari-Sant'Avendrace. Con Roberto Copparoni e Angelo Pili, Cagliari, Artigianarte, 1997
- Cagliari: viaggio nella città sotterranea, Cagliari, Artigianarte, 1997
- Cagliari: la città sotterranea: grotte, cisterne, necropoli e cavità segrete. Cagliari, Edizioni Sole, 2001, EAN 9788888377131
- Punti di vista: lettere, interventi e altri contributi di Albino Mostallino. Con Albino Mostallino, Dolianova, Grafica del Parteolla, 2004
- Nero profondo, inchiesta sui culti satanici in Italia, Dolianova, Graficha del Parteolla, 2005, ISBN 88-88246-62-2
- Cagliari città di sotto: tra grotte, templi, cisterne, laghi sotterranei, luoghi di culto, passaggi segreti e latomie. Quartu S.E., Prestampa, 2006
- Il tempo dei giganti, Dolianova, Grafica del Parteolla, 2007, ISBN 978-88-89978-37-5
- Alla scoperta dell'eremo perduto: Scheletri e misteri scomodi nella Cagliari sotterranea: Le *avventure di Paul Satrì. Cagliari, Edizioni La Zattera, 2017, ISBN 978-88-900023-8-0